# Violette Szabo
Violette Reine Elizabeth Szabo, GC (nascuda Bushell ; 26 de juny de 1921 - c. 5 de febrer de 1945) va ser un agent executiu d'operacions especials (SOE) britànic / francès durant la Segona Guerra Mundial i destinatari pòstum de la George Cross. En la seva segona missió a la França ocupada, Szabo va ser capturada per l'exèrcit alemany, interrogada, torturada i deportada al camp de concentració de Ravensbrück, a Alemanya, on va ser executada.
Abans de marxar a la seva missió, Leo Marks, el gestor de codi de SOE, li va donar el poema La vida que tinc per codificar els seus missatges de ràdio enviats des de França a Londres.

## Identitats
- Estat civil: Violette Reine Elizabeth Bushell, esposa Szabo.
- Com a agent SOE, secció F:
  - Nom del camp: "Louise"
  - Nom del codi operatiu: Seamstress (en modista francesa)
  - Falses identitats:[1] Corinne Reine Leroy, secretària, nascuda el 26 de juny de 1921 a Bailleul, amb domicili 64, carrer Thiers, Le Havre, 1,64 m, cabell castany, ulls marrons; (2) M em Villeret, vídua de l'antiquari de Nantes.
  - Un altre sobrenom: Vicky Taylor.
  - Sobrenom: La p'tite Anglaise.

Vida militar:
- Land Army, Fareham, Hampshire; contractació: 1940.
- ATS: contractació: 11 de setembre de 1941 ; grau: privat; unitats: 7 Regiments d'entrenament antiaeri pesants, RA; 481 HAA Battery, 137 HAA Regiment, RA.
- Servei de Transport de la Dona (FANY); Setembre de 1943
- SOE, secció F; reclutat el10 de juliol de 1943 ; rang: cap de secció, ensenya; número: F / 29

## Primers anys de vida
Violette Szabo va néixer Violette Reine Elizabeth Bushell el 26 de juny de 1921 a París, França.
Era la segon filla de cinc i l'única filla de Charles George Bushell, fill d'un publicà de Hampstead Norreys. El pare de Szabo servia com a conductor de l'exèrcit britànic a França durant la Primera Guerra Mundial quan va conèixer la seva mare, Reine Blanche Leroy, una modista originària de Pont-Remy, Somme. Després de la guerra, la parella va viure a Londres, on Charles Bushell feia de taxista, venedor de vehicles i botiguer.
A principis dels anys 30, com a conseqüència de la Gran Depressió, Violette i el seu germà petit, Dickie, vivien amb la seva tia materna a Picardia, al nord de França. La família es va reunir al sud de Londres quan Violette tenia 11 anys.  Era una noia activa i animada, que gaudia de la gimnàstica, la bicicleta de llarga distància i el patinatge sobre gel amb quatre germans i diversos cosins. Violette va ser considerada una boja, sobretot després que el seu pare li va ensenyar a disparar; el seu tir va ser suposadament molt precís.
Tot i que havia perdut temporalment la capacitat de parlar anglès a Picardia, Violette va tornar a aprendre l'idioma mentre assistia a l'escola de Brixton. Allà, segons sembla, era popular i se la considerava exòtica per la seva capacitat de parlar un altre idioma. La seva vida a casa era amorosa, tot i que sovint xocava amb el seu estricte pare i una vegada va fugir a França després d'una discussió. La família, excepte el seu pare monolingüe, sovint conversava en francès.
Als 14 anys, Violette va anar a treballar per a un corseter francès a South Kensington i més tard va treballar a Woolworths a Oxford Street. En esclatar la Segona Guerra Mundial, treballava a Le Bon Marché, un gran magatzem de Brixton.

## Segona Guerra Mundial

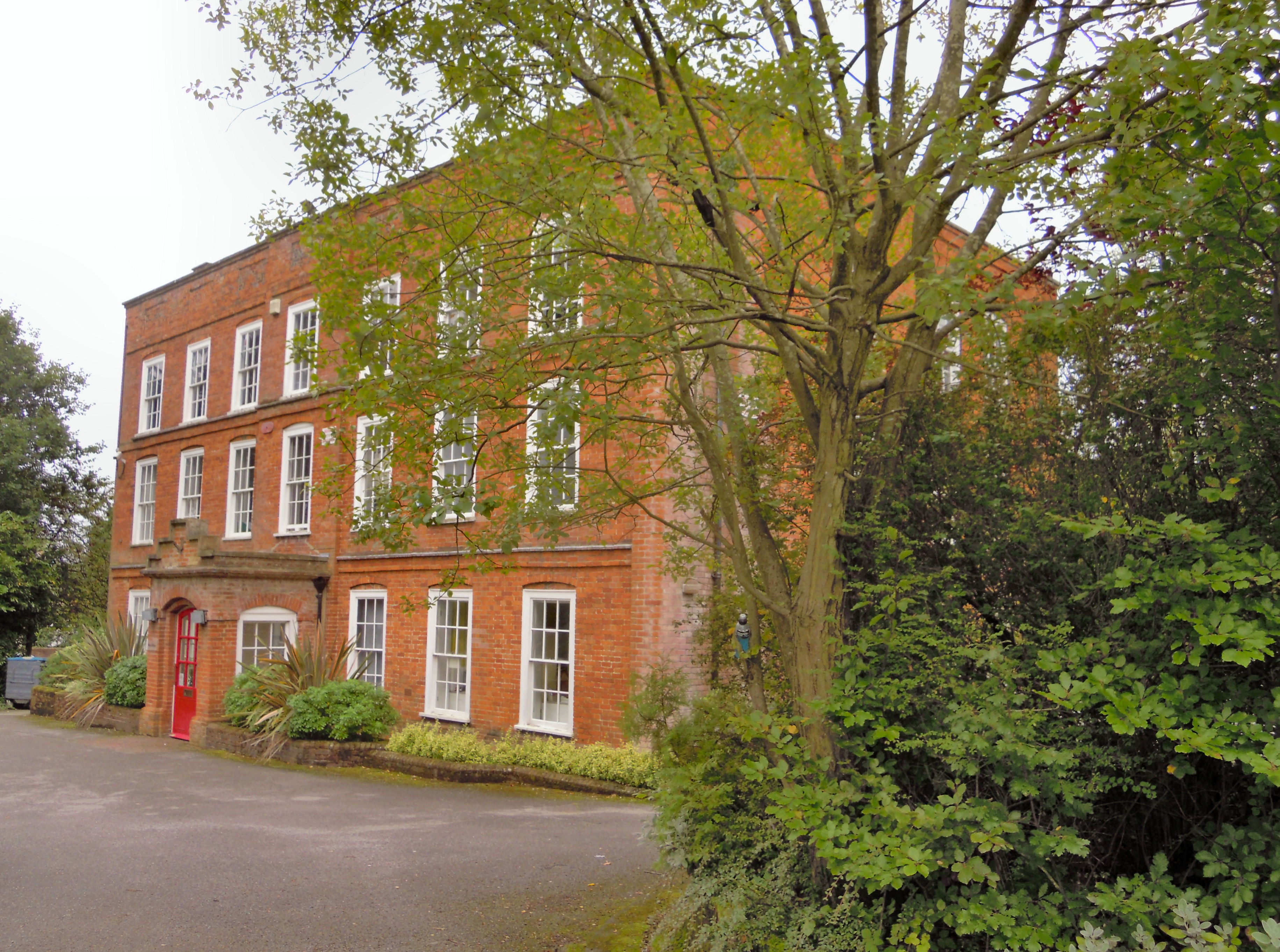
L'antiga oficina del registre a Aldershot, a Hampshire, on es casaren els Szabos el 1940

A principis del 1940, Violette es va unir a l'exèrcit terrestre de les dones i va ser enviada a realitzar la recollida de maduixes a Fareham, Hampshire, però aviat va tornar a Londres per treballar a una fàbrica d'armament a Acton. Va conèixer a Étienne Szabo, un suboficial condecorat de la Legió Estrangera Francesa d'origen hongarès, a la desfilada del Bastille Day a Londres el 1940, on Violette havia estat enviada per la seva mare, acompanyada de la seva amiga Winnie Wilson, a porta a casa un soldat francès nostàlgic per sopar. Es van casar a Aldershot Register Office a Manor Park el 21 d'agost de 1940 després d'un remolí de 42 dies de romanç; Violette tenia 19 anys, Étienne en tenia 31. Gaudiren d'una setmana de lluna de mel abans que Étienne marxés de Liverpool per lluitar en l'atac avortat francès lliure a Dakar, Senegal. D’allà, Étienne es va dirigir a Sud-àfrica abans de veure accions, de nou contra els francesos de Vichy, en les reeixides campanyes franceses anglo-lliures a Eritrea i Síria el 1941. Va tornar al Regne Unit per a una breu sortida més tard l'any.
Després del seu matrimoni, Violette es va convertir en operadora de centraleta de l'oficina general de correus al centre de Londres, treballant a tot el Blitz. Avorrida per la feina, es va enrolar al Servei Territorial Auxiliar (ATS) l'11 de setembre de 1941. Va ser destinada a Leicester per a la formació inicial abans de ser enviada a una de les primeres bateries antiaèries mixtes del 7è Heavy Anti- Aircraft Training Regiment, Royal Artillery a Oswestry, Shropshire, per a instruccions especialitzades com a predictor i després a la 481a bateria antiaèria pesada (mixta). Després de seguir entrenant a Anglesey, Gunner Szabo i la seva unitat van ser enviats a Frodsham, Cheshire, prop de Warrington, des de desembre de 1941 fins a febrer de 1942. Szabo va trobar en poques setmanes que estava embarassada, de manera que va deixar l'ATS per tornar a Londres per al naixement.
Szabo va instal·lar-se en un pis a Notting Hill, que havia de ser casa seva fins que va marxar a la seva segona missió a França el juny de 1944. El 8 de juny de 1942 va donar a llum a Tania Damaris Desiree Szabo a l'Hospital St Mary mentre Étienne era estacionat a Bir Hakeim al nord d'Àfrica. L'endemà, va participar en una valenta defensa contra l' Afrika Korps, escapant amb el seu batalló de l'assalt de la 15a Divisió Panzer el 10 de juny.
Violette va enviar el seu bebè a guarderies mentre treballava a la fàbrica d'avions de South Morden on el seu pare estava destinat. Durant aquest període, se li va informar de la mort del seu marit en acció. Étienne havia mort el 24 d'octubre de 1942 a causa de ferides al pit rebudes mentre dirigia els seus homes en un atac diversiu contra Qaret el Himeimat, al començament de la segona batalla d'El Alamein ; mai no havia vist la seva filla. Va ser la mort d'Étienne la que va fer que Violette acceptés una oferta per formar-se com a agent de camp a l'Executiu d'Operacions Especials britàniques (SOE) com la seva millor manera de lluitar contra l'enemic que va matar el seu marit.

## Executiu d'Operacions Especials
No és clar com o per què Szabo va ser reclutat per F-Section, ja que el seu expedient oficial que sobreviu és escàs, però la seva fluïdesa en francès i el seu servei anterior a l'ATS probablement la van cridar l'atenció de SOE. Hauria estat convidada a una entrevista sobre treballs bèl·lics amb E. Potter, àlies de Selwyn Jepson, novel·lista detectiu i reclutador de la secció F. Szabo va rebre l'autorització de seguretat l'1 de juliol de 1943 i va ser seleccionat per formar-se com a agent de camp el 10 de juliol. Va ser encarregada com a cap de secció a First Yurs Nursing Yeomanry, un servei civil sovint utilitzat per SOE com a protecció per a dones.
Després d'una avaluació de la fluïdesa del francès i d'una sèrie d'entrevistes, Szabo va ser enviat del 7 al 27 d'agost a STS 4, una escola de formació a Winterfold House, i després d'un informe moderadament favorable, a l'Escola 24 de formació especial del grup A d'Arisaig a les terres altes escoceses al setembre i octubre. Szabo va rebre una instrucció intensiva en embarcacions de camp, navegació nocturna i diürna, armes i demolicions. De nou els seus informes van ser barrejats, però va aprovar el curs i va passar al grup B.
Szabo va ser enviada al SOE a "acabar l'escola" de Beaulieu, Hampshire, on va aprendre a escapar i evadir-se, a reconèixer uniformes, a comunicacions i a criptografia, i va tenir una formació addicional en armament. L'última etapa de l'entrenament va ser el salt en paracaigudes, que es va ensenyar a l'aeroport de Ringway, prop de Manchester. En el seu primer intent, Szabo es va torçar malament el turmell i va ser enviada a casa per recuperar-se, passant una estona a Bournemouth (va ser aquest turmell el que li va fallar més tard a França). Va poder tornar a cursar el paracaigudisme i va passar amb una segona classe el febrer de 1944. El 24 de gener de 1944, Szabo va fer el testament, presenciat per Vera Atkins i el major RA Bourne Paterson de SOE, nomenant la seva mare, Reine, com a executora i la seva filla Tania com a única beneficiària.
El 2012, Max Hastings va escriure que Szabo era "adorada pels homes i les dones de SOE tant pel seu coratge com per la seva infinita rialla contagiosa de Cockney ", mentre que Leo Marks la recordava com "Un full de pèl-fosc ..." Tenia un Cockney msgstr "accent que va afegir a la seva impiedad".

### Primera missió
A causa de la lesió al turmell, el primer desplegament de Szabo es va retardar, però va ser durant el seu segon curs a Ringway quan va conèixer Philippe Liewer (DC de 1948). Mentre estava a Londres, també va socialitzar amb Bob Maloubier, de manera que SOE va decidir que treballaria com a missatgeria del circuit de vendes de Liewer. Tanmateix, la missió es va ajornar quan la secció F va rebre un senyal del circuit d'autor de Harry Peulevé (nom en clau Jean) advertint que diversos membres del grup Rouen-Dieppe havien estat arrestats, inclòs Claude Malraux (nom en clau Cicero; germà del novel·lista Andre Malraux) i l'operador de ràdio Isidore Newman. Aquest temps extra va suposar que Szabo pogués enviar-se a un curs de reciclatge en funcionament sense fils a Londres, i va ser llavors quan Leo Marks, criptògraf de SOE, veient que lluitava amb la seva rima original de viver francès, va donar a Szabo la seva pròpia composició, The Life Que tinc com a poema de codi.
El 5 d'abril de 1944, Szabo i Liewer van ser enviats de la RAF Tempsford a Bedfordshire en un bombarder B-24 Liberator dels EUA i es van llançar en paracaigudes cap a la França ocupada pels alemanys, prop de Cherbourg. La seva portada era que era una secretària comercial anomenada Corinne Reine Leroy (aquests dos últims noms eren el nom i la soltera de la seva mare), que va néixer el 26 de juny de 1921 (la seva data de naixement real) a Bailleul i que era resident de Le Havre, que li va donar motius per viatjar a la zona restringida d'ocupació alemanya a la costa.
Sota el nom en clau de "Louise", que va passar a ser el seu sobrenom (també se la va anomenar "La P'tite Anglaise", ja que feia tan sols 5'3 "d'altura), ella i el seu col·legi SOE Philippe Liewer (amb el nom de "Major Charles Staunton"), organitzador del circuit Salesman, va intentar avaluar els danys causats per les detencions alemanyes, amb Szabo viatjant a Rouen, on Liewer no podia anar com a home buscat (tant ell com Maloubier eren a volia cartells amb els seus noms de codi), i a Dieppe per reunir informació i realitzar reconeixements. Aviat es va fer evident que el circuit, que originalment comptava amb més de 120 membres (80 a Rouen i 40 a la costa), havia estat exposat sense reparacions. Szabo va tornar a París per informar a Liewer i, en els dos dies previs a la sortida, va comprar un vestit per a Tania, tres vestits i un jersei groc per a ella, i perfum per a la seva mare i ella mateixa. Tot i que la destrucció de Salesman va suposar un dur cop per a SOE, els seus informes sobre les fàbriques locals que produïen materials de guerra per als alemanys van ser importants per establir objectius de bombardeig aliats.
Va tornar a Anglaterra per Lysander, pilotat per Bob Large, DFC, de la RAF, el 30 d'abril de 1944, aterrant després d'un estressant vol en què l'avió va ser atropellat pel foc antiaeri sobre Chateaudun, i Szabo va ser llançat al voltant del cos de l'avió. Large havia apagat l'intercomunicador quan va ser atacat i no el va tornar a encendre durant la resta del vol, de manera que quan l'avió va aterrar molt a causa d'un pneumàtic esclatat, va anar a treure Szabo, ella (pensant que havien estat abatuts) i no haver vist el seu pilot ros) va deixar que Large tingués una sèrie d'abusos en francès, confonent-lo amb un alemany. Quan es va adonar del que realment havia passat, va ser recompensat amb un petó. Philippe Liewer va tornar al mateix temps en un altre Lisandre. El 24 de maig de 1944 Szabo va ser ascendit a Ensign a la FANY.

### Segona missió
Després de dos intents avortats, a causa del temporal tempestuós de la nit del 4 al 5 de juny i l'abandonament del terreny d'aterratge previst els dies 5 i 6 de juny pel comitè de recepció de la Resistència a causa de les patrulles alemanyes, Szabo i tres companys van ser llançats en paracaigudes des d'un El Liberator de la USAAF va volar des de la RAF Harrington, a Northamptonshire, cap a una pista d'aterratge prop de Sussac, als afores de Llemotges, a principis del 8 de juny de 1944 (immediatament després del dia D i del segon aniversari de Tania Szabo).  Szabo formava part d'un equip de quatre persones enviat a operar al departament de l'Alta Viena amb el nom en clau del circuit 'Salesman II', dirigit pel seu comandant SOE Philippe Liewer (ara amb el nom de codi Hamlet), -El circuit de Rouen havia estat "venedor", i incloïa el segon tinent Jean-Claude Guiet (noms de codi Claude i Virgile) de l'exèrcit nord-americà com a operador sense fils (W / O) i Bob Maloubier (àlies Robert 'Bob' Mortier; noms de codi Clothaire i Paco), amiga i companya de Violette i Liewer de SOE que havia d'actuar com a instructor militar del Maquis local i que havia treballat com a instructor d'armes i oficial d'explosius per a Liewer al circuit original del venedor I. Per a aquesta missió, la coberta de Szabo era que era una senyora Villeret, la jove vídua d'un antiquari de Nantes. És possible que Szabo hagués torçat un turmell en aterrar.
En arribar, va ser enviada a coordinar les activitats dels maquis locals per sabotejar les línies de comunicació durant els intents alemanys de frenar els desembarcaments de Normandia. Quan va arribar al Llemosí, Philippe Liewer va trobar que el maquis local estava mal dirigit i estava menys preparat per a l'acció del que esperava. Per coordinar millor l'activitat de la resistència contra els alemanys, va decidir enviar el seu missatger, Szabo, com a oficial d'enllaç als més actius maquis de Correze i de la Dordonya, dirigits per Jacques Poirier (SOE), cap del renombrat circuit Digger, que havia pres el relleu a Harry Peulevé del circuit Author, després de la seva detenció. No obstant això, a causa de la pobra recopilació d'intel·ligència de la Resistència local, Liewer desconeixia que la 2a Divisió SS Panzer feia el seu lent viatge cap al nord fins als camps de batalla de Normandia a través de la seva àrea.

## Captura i interrogatori
El 10 de juny a les 9.30 del matí, Szabo va començar la seva missió, no pas de manera visible amb bicicleta com hauria preferit Liewer, sinó en un Citroën conduït per un jove cap de secció maquis, Jacques Dufour ('Anastasie'). Havia insistit a utilitzar el cotxe, tot i que els alemanys havien prohibit l'ús de cotxes pels francesos després del dia D, per conduir-la a la meitat dels 100 quilometres (62 mi) del seu viatge. A petició seva a Liewer, Szabo estava armada amb una pistola Sten i vuit cargadors de municions. Estava vestida amb un vestit lleuger, sabates de taló pla i sense mitges. En el seu camí pels camps il·luminats pel sol del centre de França, van recollir a Jean Bariaud, un amic de la Resistència de Dufour, de 26 anys, que havia de ser acompanyat en el viatge de tornada.
El seu cotxe va aixecar les sospites de les tropes alemanyes en un bloqueig inesperat fora de Salon-la-Tour que havia estat creat per trobar Sturmbannführer Helmut Kämpfe, un comandant de batalló de la 2a Divisió SS Panzer, que havia estat capturat per la resistència local.  Quan Dufour va frenar el cotxe, el desarmat Bariaud va poder escapar i més tard va advertir a l'equip de venedors de la detenció dels seus dos companys.
Segons Minney i Vickers, quan es van aturar, Szabo i Dufour van saltar del cotxe, ell a l'esquerra i ella a la dreta i la coberta d'un arbre, mentre Dufour va obrir foc. Es va produir una batalla armada durant la qual una dona que va sortir d'un graner va ser assassinada pels alemanys. Quan els vehicles blindats van arribar al lloc, Szabo va travessar la carretera per unir-se a Dufour i van saltar una porta abans de córrer a través d'un camp cap a un petit rierol. Llavors van córrer un turó cap a alguns arbres, quan Szabo va caure i es va torçar greument un turmell. Va rebutjar l'oferta d'ajuda de Dufour, instant-lo a fugir i, arrossegant-se fins a la vora del camp de blat de moro, va lluitar fins a arribar a un pomer. Darrere de l'arbre, va proporcionar a Dufour un foc de cobertura, que li va permetre fugir per amagar-se al graner d'un amic. Szabo va lluitar contra els alemanys durant trenta minuts, matant un caporal, possiblement més, i ferint alguns altres. Finalment, es va quedar sense munició i va ser capturada per dos homes que la van arrossegar fins al pont sobre un ferrocarril. Estava calenta, desordenada i amb dolor. Szabo va ser interrogat per un jove oficial que tenia un cotxe blindat a prop. L'agent la va felicitar i li va posar una cigarreta a la boca, però ella va escopir la cigarreta i li va escopir a la cara. Després se la va emportar, exigint que li alliberessin les armes i se li permetés un dels seus propis cigarrets. Els captors de Szabo eren molt probablement del 1r Batalló del 3r SS Panzer Grenadier Regiment Deutschland (Divisió Das Reich) el comandant del qual era el desaparegut Sturmbannführer Kämpfe.
A la biografia de RJ Minney, com es va esmentar anteriorment, es descriu que va fer una resistència ferotge amb la seva pistola Sten, tot i que els documents alemanys de l'incident no registren ferits ni víctimes alemanyes. Una biografia recent de Vera Atkins, l'oficial d'intel·ligència de la secció francesa de SOE, assenyala que hi havia una gran confusió sobre el que li va passar a Szabo —la història es va revisar quatre vegades— i afirma que l'incident de la pistola Sten fabricació ". La biògrafa més recent de Szabo, Susan Ottaway, inclou la batalla al seu llibre, igual que Tania Szabo al seu llibre, i Philip Vickers al seu llibre sobre Das Reich. Els autors Sarah Helm i Max Hastings expressen dubtes sobre la història de la batalla.
Violette Szabo va ser traslladada a la custòdia del Sicherheitsdienst (SD, el Servei de Seguretat SS) de Llemotges, on va ser interrogada durant quatre dies per SS-Sturmbannführer Kowatch. Va donar el seu nom com a "Vicky Taylor", el nom que pretenia utilitzar si necessitava tornar a Anglaterra a través d'Espanya. (La seva raó per triar aquest nom es desconeix, però que podria haver estat un joc de Szabo ser la paraula hongaresa per "adaptar".) A partir d'aquí, va ser traslladada a la presó de Fresnes a París i va dur a la Gestapo seu a la 84 Avenue Foch per interrogació i tortura per part dels Sicherheitsdienst, que ja coneixien la seva veritable identitat i les seves activitats com a agent SOE.

## Ravensbrück
Amb els aliats endinsant-se a França i el tercer exèrcit nord-americà de George Patton en direcció a París, els alemanys van prendre la decisió d'enviar els seus presoners francesos més valuosos a Alemanya. El 8 d'agost de 1944, Szabo, encadenat a l'operadora sense fils SOE Denise Bloch, va ser arraconat amb altres presoners homes i dones, inclosos diversos agents de SOE que coneixia, per a la seva transferència. En algun moment del viatge, probablement als afores de Chalons-sur-Marne, un atac aeri aliat va provocar que els guàrdies abandonessin temporalment el tren, cosa que va permetre a Szabo i Bloch aconseguir aigua d'un lavabo als presoners engabiats del següent carruatge, els dos les dones proporcionen inspiració i un augment de la moral als homes que pateixen. Quan el tren va arribar a Reims, els presos van ser portats per camions a un gran graner durant dues nits, on Szabo, encara lligat al turmell a Bloch, que tenia bon humor, va poder rentar algunes de les seves robes de manera rudimentària, i parlar de les seves experiències amb el seu company Harry Peulevé de la SOE.
Des de Reims, passant per Estrasburg, els presoners anaven en tren a Saarbrücken i a un camp de trànsit al suburbi de Neue Bremm, on les instal·lacions d'higiene eren inexistents i el menjar només era una crosta de pa indigestible. Després d'uns deu dies, Szabo i la majoria de les altres dones van ser enviades al camp de concentració de Ravensbrück, on havien de morir més de 92.000 dones durant la guerra. Les dones esgotades van arribar a aquest famós lloc de malalties, inanició i violència el 25 d'agost de 1944 després d'un terrible viatge de divuit dies.
Tot i que va suportar treballs forts i desnutrició, va ajudar a salvar la vida del missatger de resistència belga Hortense Daman, va mantenir els ànims dels seus companys detinguts i, segons la companya nord-americana Virginia d'Albert-Lake, va planejar constantment escapar. Mentre es trobaven a Ravensbrück, Szabo, Denise Bloch, Lilian Rolfe i Lake es trobaven entre les 1.000 dones franceses enviades a la fàbrica Heinkel al subcamp de Torgau. Aquí van protestar i es van negar a fer municions i es van veure obligats a treballar al celler situat fora dels murs del campament i després a excavar patates. Les dones britàniques també van entrar en contacte amb presoners francesos en un camp de prisioners de guerra proper que, millor alimentats, els van proporcionar racions addicionals i es van oferir a enviar missatges a Londres amb un transmissor que havien construït (no hi ha proves que tinguessin èxit).
Després de l'incident de Torgau, Szabo, Bloch, Rolfe i Lake formaven part d'un grup d'uns 250 presoners enviats de nou a Ravensbrück el 6 d'octubre, on Violette va ser posada a treballar a la botiga de teixits. A finals d'octubre de 1944, les dones de la protesta van ser traslladades a un campament de càstigs a Königsberg, on van ser obligades a dur treball físic talant arbres, netejant un terreny gelat i dur per a la construcció d'un camp d'aviació i excavant una trinxera per un estret. -vial ferrocarril. Violette es va oferir voluntària per talar arbres al bosc, on els arbres donaven una mica de refugi als vents amargs (Lilian i Denise estaven massa malament per unir-se a ella). A l'amarg hivern de Prusia Oriental de 1944, cada dia les dones es veien obligades a presentar-se a Appell (trucada nominal) fins a cinc hores abans de ser enviades a treballar, moltes d'elles congelades fins a la mort. Szabo només anava vestida amb la roba d'estiu que portava quan la van enviar a Alemanya i les dones amb prou feines rebien menjar i dormien a barracons congelades sense mantes. Segons Christine Le Scornet, una noia francesa de disset anys amb la qual Violette va fer amistat, i Jeannie Rousseau, la codirectora de la revolta de Torgau, va mantenir la seva moral, es mostrava optimista sobre l'alliberament i continuava planejant escapar. El 19 o 20 de gener de 1945, els tres agents britànics van ser retirats a Ravensbrück i enviats primer a la Strafblock, on possiblement van ser agredits brutalment i després al búnquer de càstig, on es van mantenir aïllats. Les dones ja estaven en mal estat físic (Rolfe amb prou feines podia caminar) i l'abús finalment va debilitar la moral de Szabo. 

### Execució
Szabo va ser assassinada al carreró d'execució de Ravensbrück, als 23 anys, o abans del 5 de febrer de 1945. Va ser afusellada a la part posterior del cap mentre estava agenollada per la SS-Rottenführer Schult en presència del comandant del camp Fritz Suhren (qui va pronunciar el pena de mort), supervisor campament i sub comandant Johann Schwarzhuber, SS-Scharführer Zappe, SS-Rottenführer Schenk (responsable del crematori), cap de campament mèdic Dr. Trommer i el dentista Dr. Martin Hellinger, a partir de la deposició de Schwarzhuber registrat per Vera Atkins 13 de març de 1946. Denise Bloch i Lilian Rolfe - cap de les quals podien caminar i eren transportades amb lliteres - van ser afusellades al mateix temps, per ordre de les màximes autoritats nazis; els cossos van ser eliminats al crematori del campament. La seva roba no es va retornar al camp Effektenkammer (botiga de propietats), com sol passar després de les execucions. 
Juntament amb Szabo, Bloch i Rolfe, un altre membre del SOE també va ser executat a Ravensbrück: Cecily Lefort. Va ser assassinada a la cambra de gas el febrer de 1945. Quaranta-dues dones agents de la Secció F SOE van servir a França, algunes durant més de dos anys, la majoria només uns pocs mesos. Vint-i-sis d'ells van sobreviure a la Segona Guerra Mundial. Dotze van ser executats, un va morir quan el seu vaixell va ser enfonsat, dos van morir de malaltia mentre estava empresonat i un va morir per causes naturals. Les dones tenien entre 20 i 53 anys.
Tot i que hi ha una certa confusió sobre les circumstàncies precises de la seva execució, Szabo, juntament amb els seus col·legues homes i dones que van morir als camps de concentració, és registrada per l'Oficina de Guerra com a assassinada en acció. Com a agent vestit amb roba civil que actuava darrere de línies enemigues, Szabo era considerat pels alemanys com un franc-tireur no protegit per la Convenció de Ginebra i susceptible d'execució sumària. Tot i que va ser tractada amb duresa a Ravensbrück, no hi ha proves concloents que hagi estat torturada o agredida sexualment pels alemanys; la seva biògrafa, Susan Ottaway, creu que és poc probable.

## Premis i distincions

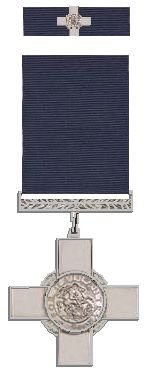
George Cross i la seva barra de cinta

Szabo va ser la segona dona que va rebre el George Cross, atorgada pòstumament el 17 de desembre de 1946. La cita es va publicar a la London Gazette i es va llegir:
The KING has been graciously pleased to award the GEORGE CROSS to: —
Violette, Madame SZABO (deceased), Women's Transport Service (First Aid Nursing Yeomanry).
La Croix de guerre avec étoile de bronze va ser atorgada pel govern francès el 1947 i el Médaille de la Résistance el 1973. Com un dels agents SOE que va morir per l'alliberament de França, la tinent Violette Szabo, FANY, figura al Memorial SOE de Valençay.
Tant Violette com Étienne Szabo van rebre la Croix de guerra francesa per la seva valentia al camp. El 17 de desembre de 1947, la seva filla Tania, de cinc anys, va rebre la Creu de George del rei Jordi VI en nom de la seva difunta mare. Es creu que Violette i Étienne Szabo són la parella casada més decorada de la Segona Guerra Mundial. 
El 22 de juliol de 2015, les medalles de Violette Szabo i nombrosos articles associats van vendre en una subhasta, aconseguint 260.000 lliures (312.000 lliures incloses la prima del comprador). El comprador va ser Lord Ashcroft, que va col·locar la George Cross en exhibició permanent al Imperial War Museum des del 7 d'octubre de 2015.

## Museus i memorials
Violette Szabo no té cap tomba coneguda. El seu punt oficial de commemoració és el Commonwealth War Graves Commission Brookwood 1939–1945 Memorial als Desapareguts al cementiri militar de Brookwood, Surrey. Es diu al tauler 26. columna 3.

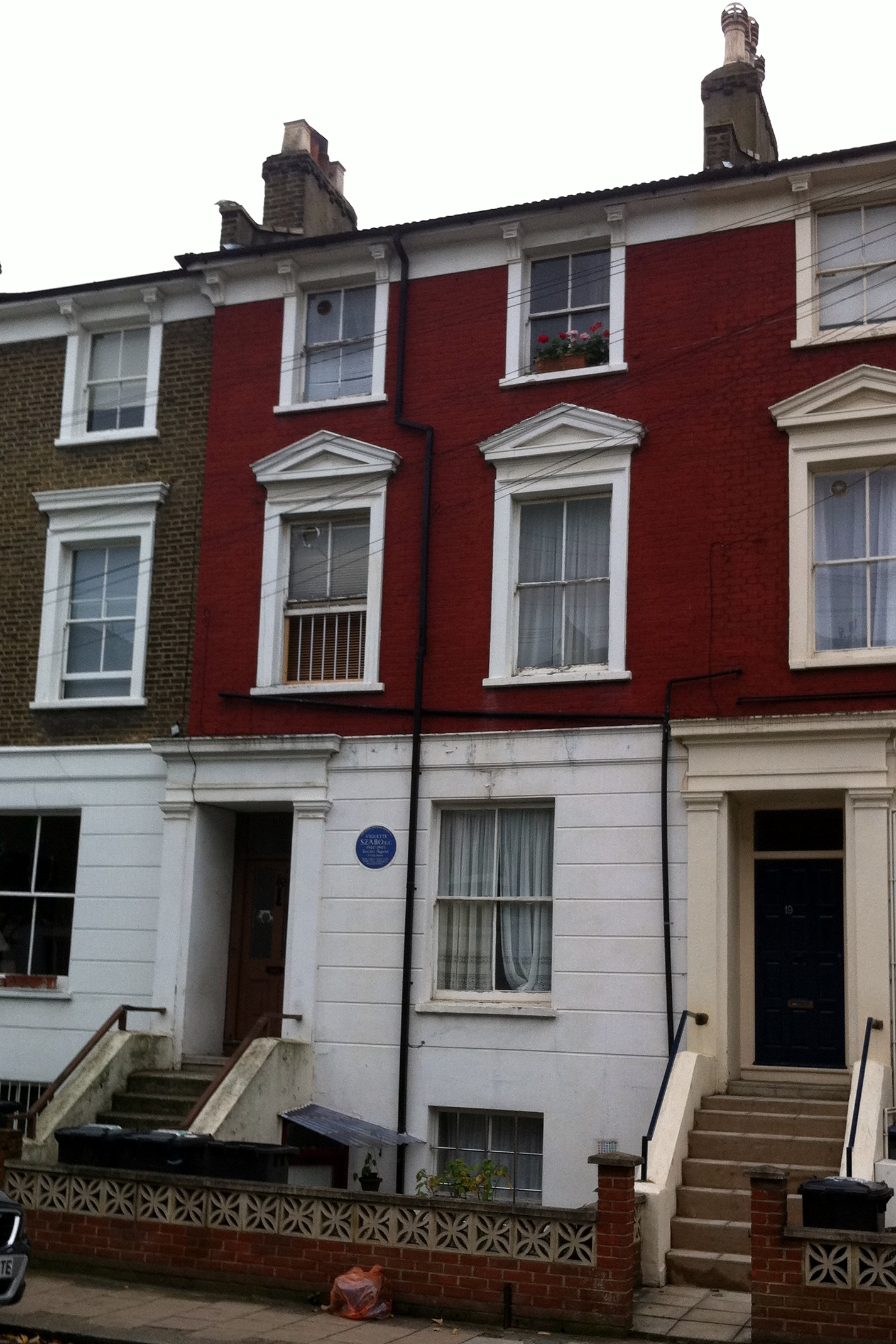
Hi ha una placa blava a la paret de la casa on Violette Szabo va créixer a Burnley Road, Stockwell.

El Museu GC Violette Szabo es troba a la caseta de Wormelow Tump, Herefordshire, que els cosins anglesos de Violette anteriorment posseïen, i que Violette visitaria abans de la guerra per gaudir de passejades pels turons dels voltants. També va romandre a la granja mentre es recuperava de la lesió al turmell i entre les seves dues missions a França. Tania Szabo va assistir a la inauguració del museu el 2000, així com Virginia McKenna, Leo Marks i membres de SOE.
Els túnels de guerra de Jersey tenen una sala d'exposicions permanent dedicada a Violette Szabo.
El Royal College of Music ofereix un premi anual anomenat Violette Szabo GC Memorial Prize per a pianistes que acompanyen cantants.
Hi ha un mural dedicat a Violette Szabo a Stockwell, al sud de Londres, pintat el 2001: Stockwell War Memorial, Stockwell Road. Pintat a l'exterior de l'entrada d'un refugi de nivell profund, aquest mural va ser executat per Brian Barnes (amb l'assistència de nens de l'escola Stockwell Park). Compta amb personatges famosos de Stockwell com Violette Szabo i Vincent Van Gogh. També es commemora la gent local que va donar la seva vida a la guerra.
El 2008, es va donar a conèixer un bust de bronze de Szabo de l'escultora Karen Newman a l'Albert Embankment del riu Tàmesi, davant del palau Lambeth.

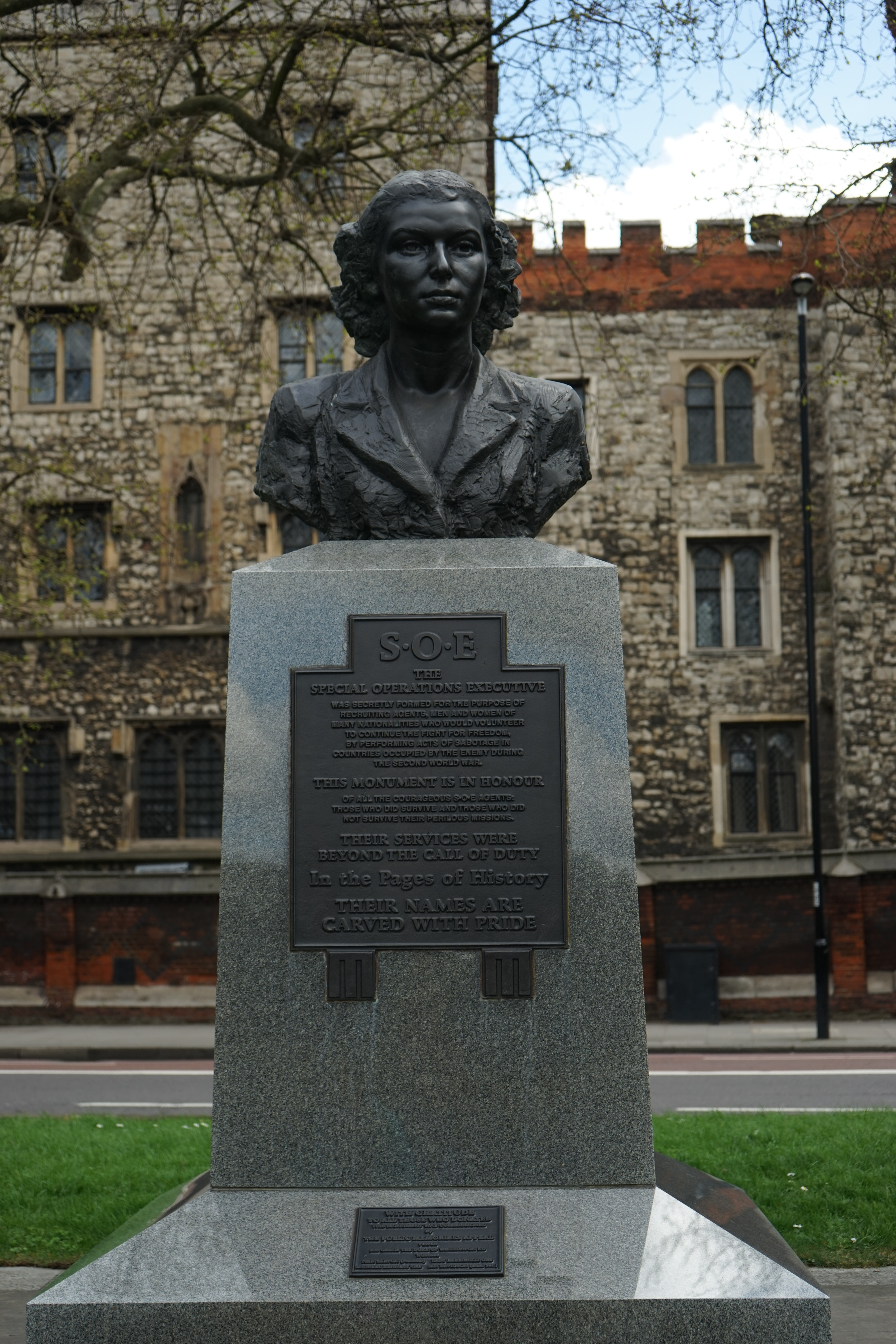
Memorial de l'agent SOE de Violette Szabo davant del palau Lambeth

A l'entrada de l'ajuntament de Lambeth hi ha una placa que commemora la residència de Violette en aquest barri.
Hi ha un monument commemoratiu de Violette Szabo a Le Clos, a prop d'on va aterrar l'equip Salesman II el 8 de juny de 1944. És nomenada al memorial SOE de Valençay als agents de la Secció F que van donar la seva vida per l'alliberament de França, i també al monument als agents SOE que van volar d'Anglaterra però no van tornar a la RAF Tempsford.
També hi ha un monument commemoratiu a Szabo a l'entrada del camp de rugbi del poble de Salon La Tour, on va ser capturada.

## Mitjans de comunicació
La filla de Szabo, Tania Szabo, va escriure una reconstrucció de les seves dues missions de 1944 a les zones més perilloses de França amb flashbacks per al seu creixement. L'autor Jack Higgins va escriure el pròleg i l'operador de ràdio francès-nord-americà, Jean-Claude Guiet, que l'havia acompanyada a la missió al Llemosí, va escriure la introducció. El 15 de novembre de 2007, en el llançament del llibre, Young Brave and Beautiful: The Missions of Special Operations Executive Agent Lieutenant Violette Szabo (ISBN 978-0750962094), als túnels de guerra de Jersey, el tinent governador de Jersey va dir d'ella: "És una inspiració per als joves actuals que fan el mateix treball amb el risc dels mateixos perills".  Odette Churchill GC va dir: "Va ser la més valenta de tots nosaltres".
Les activitats de guerra de Szabo a França ocupada per Alemanya van ser dramatitzades a la pel·lícula Carve Her Name with Pride, protagonitzada per Virginia McKenna i basada en el llibre homònim de 1956 de RJ Minney.
El videojoc Velvet Assassin de Replay Studios del 2009 s’inspira en la vida de Szabo com a espia aliat durant la Segona Guerra Mundial, amb la protagonista compartint el seu primer nom.
L'obra curta de deu minuts del 2018, "La vida que visc", desenvolupada pels 365 dies de la dona per la dramaturga Libby Mitchell, està inspirada en els darrers moments de Szabo i el seu pas per Ravensbrück. També inclou les heroïnes Vera Atkins, Denise Bloch i Lilian Rolfe.